# Schlacht bei Rudau
Koordinaten: 54° 52′ 19″ N, 20° 27′ 37″ O
Die Schlacht bei Rudau (auch Dudau) war eine Schlacht während der Litauerkriege zwischen dem Deutschen Orden und dem Großfürstentum Litauen im Jahre 1370. Der Deutsche Ritterorden besiegte gemeinsam mit verbündeten Truppen im Laufe der Schlacht die litauischen Aufgebote und deren Verbündete vernichtend. Für den Deutschen Orden erwies sich die Schlacht allerdings als Pyrrhussieg.

## Vorgeschichte
Es herrschte seit Beginn des 14. Jahrhunderts ein ständiger Kleinkrieg zwischen dem Deutschen Orden und dem noch heidnischen Großfürstentum Litauen. Das erklärte Ziel des Deutschen Ordens blieb der Kampf gegen die Ungläubigen. Die sich nach wie vor gegen das Christentum sperrenden Litauer boten sich so als ideale Gegner an, ihre Siedlungen wurden bei jeder Gelegenheit durch Aufgebote der Ordensritter verheert. Es setzte in der Folge im Abendland eine „Kreuzzugsdynamik“ ein, dass zahlreiche Ritter aus Westeuropa sich im „Heidenkampf“, also Überfällen auf Litauen, bewähren durften (siehe: Preußenfahrt). Schon in den 1340er Jahren fielen dagegen litauische Streifscharen wiederholt ins Ordensland ein, wobei sie besonders unter der Regie von Kęstutis ab 1360 verschiedene Burgen, unter anderem Splitter (Tilsit), Neuhaus, Caustriten und Schalauerburg, völlig zerstörten.
Gegen 1367 hatten die Litauer das Ordensland vorerst wieder verlassen, und das verwüstete Land wurde wieder besiedelt. Anfang der Fastenzeit, im Februar des Jahres 1370, überschritt erneut eine starke litauische Streitmacht die Grenze des Ordenslandes. Fast die gesamte Streitmacht des Großfürstentums Litauen, immens verstärkt durch unterworfene Verbündete, unter beiden Großfürsten Algirdas und Kęstutis griff den Ordensstaat entlang der Küstenlinie des Frischen Haffes an.

## Die Schlacht

### Aufgebote

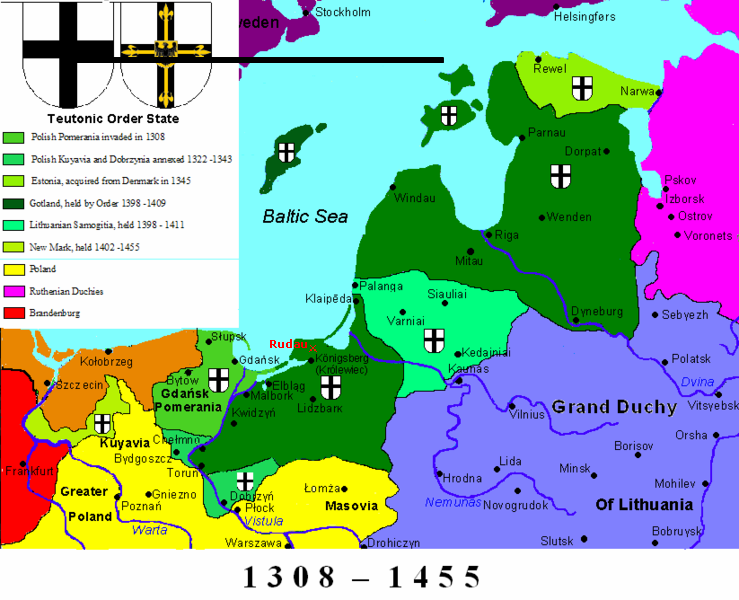
Lokalisation der Schlacht bei Rudau

Jenes Heer wurde neben dem litauischen Fürsten Algirdas wieder von dessen jüngerem Bruder Kęstutis geführt. Die Präsenz beider litauischen Großfürsten belegte die geplante Nachhaltigkeit dieses Feldzuges (Algirdas’ Ambitionen waren zuvor ausschließlich auf den Osten fixiert). Das Litauerheer war der Überlieferung zufolge 70.000 Mann stark, bestand jedoch nicht ausschließlich aus Litauern. Unter den vorgeblichen 70.000 befanden sich etwa 20.000 Russen, die als Verbündete den Litauern folgten. Ferner standen noch ca. 10.000 Samaiten und sogar tributpflichtige Tataren auf Seiten der Litauer. Moderne Schätzungen gehen hingegen von maximal 17.000 Kämpfern auf Seiten der Litauer aus, was den zahlenmäßigen Anteil der Verbündeten ebenfalls relativiert.
Der Deutsche Orden unter Hochmeister Winrich von Kniprode und Ordensmarschall Henning Schindekopf führte daraufhin ein vereinigtes Heer in zwei Marschsäulen gegen die Litauer. Überlieferungen zufolge sollten es etwa 40.000 Kämpfer gewesen sein. Realistische Schätzungen gehen dagegen von höchstens 10.000 Streitern aus. Davon waren etwa die Hälfte Deutsche aus den Reihen des Ordens selbst, dazu kamen Dienstpflichtige aus Preußens Adel (Ritter, schwere Reiter und Fußtruppen). Des Weiteren kämpften ebenfalls Deutsche, Franzosen, Spanier, Engländer, Schotten und weitere zufällig anwesende Kriegsreisende (siehe: Preußenfahrt) unter dem Banner des Ordens. Das restliche Aufgebot bestand aus estländischen Abteilungen des livländischen Ordenszweiges, das von einigen dänischen Rittern und deren Gefolge geführt wurde.
In jedem Fall war das litauische Heer zahlenmäßig dem Aufgebot des Ordens überlegen, was sich durch bessere Ausrüstung nur teilweise kompensieren ließ.

### Schlachtverlauf
Am 17. Februar trafen die beiden Heere nördlich von Rudau (heute: Melnikowo, Rajon Selenogradsk, Oblast Kaliningrad, Russland) 17 km nördlich von Königsberg aufeinander. Die Schlacht war für beide Seiten außergewöhnlich verlustreich, wobei sich der Verlauf nur teilweise, unter anderem durch die Verlustangaben, rekonstruieren lässt. Das dänisch-estländische Aufgebot auf dem linken Flügel des Ordensheeres hatte vermutlich die Samaiten erfolgreich zurückgedrängt, wurde aber von den Tataren mit Fernkampfwaffen (Bögen) wiederholt angegriffen, wodurch insbesondere das leichter gerüstete Fußvolk stark dezimiert wurde.
Gleichzeitig oder kurz darauf überritten die kriegsreisenden Ritter (Ordensgäste) und berittene Ordensbanner die der litauischen Schlachtreihe vorangestellten russischen Abteilungen (Fußkämpfer). Während das Zentrum des Ordensheeres nach der Vernichtung der russischen Abteilungen auf die berittenen Litauer traf, wurden die Ritter aus Westeuropa von den schnellen Tataren jetzt in der Flanke angegriffen und in einen Nahkampf verwickelt, wodurch sie vorerst nicht am entscheidenden Kampf gegen das Zentrum der Litauer eingreifen konnten. Aufgrund der ausbleibenden Unterstützung erlitten die im Zentrum angreifenden Ordenstruppen aus Preußen angesichts der großen litauischen Übermacht hohe Verluste. Der ungestüme Angriff der Kerntruppe des Ordens wurde aufgehalten, der Kampf blieb vorerst unentschieden. Der in der ersten Schlachtreihe anreitende Ordensmarschall Henning Schindekopf wurde in dieser Schlachtphase tödlich verwundet.
Anscheinend war das dänisch-estnische Aufgebot in der Folge noch stark genug, um gemeinsam mit einigen Bannern von westeuropäischen „Gastrittern“ die leichtbewaffneten Tataren abzudrängen. Die tatarischen Schwadronen wurden in der Folge von dänischen Rittern und der leichten estnischen Reiterei vom Schlachtfeld vertrieben, während die schwer gerüsteten „Gastritter“ nun doch noch die stark bedrängten Ordensritter durch einen überraschenden Flankenangriff unterstützen konnten, woraufhin die litauische Elitereiterei unter der Führung von Kestutis zerschlagen wurde.

### Verluste
In den Reihen des Ordens sollen fast 200 Ritter erschlagen worden sein, darunter mehrere Komture. Die Überlieferung besagt 26 gefallene Komture. Auch Marschall Henning Schindekopf wurde schwer verwundet und starb auf dem Weg nach Königsberg. Auf Seiten des Ordens und seinen Verbündeten ergibt sich eine Verlustzahl von etwa 3.000 Mann. Die Verluste der Litauer waren deutlich höher. Dennoch scheinen die Samaiten ohne größere Verluste das Schlachtfeld recht früh verlassen zu haben. Auch die Tataren hatten aufgrund ihrer Kampfweise keine größeren Verluste zu verzeichnen. Dagegen wurden die russischen Aufgebote vermutlich fast vollkommen aufgerieben, und auch bei den Litauern konnten sich nur noch wenige kampffähige Männer retten.

### Folgen
Die Führer des Heerzuges, Algirdas und Kęstutis, retteten sich, in der Folge blieb der Sieg bei Rudau zwar ein überragender, aber verlustreicher Sieg für den Orden. Nur ein Jahr später überfielen erneut kleinere litauische Streifscharen Burgen und Siedlungen im Grenzland. Der Krieg zog sich, trotz der einsetzenden Christianisierung Litauens ab 1386, bis 1410, namentlich der Schlacht von Tannenberg, hin.

## Traditionsbildung
In der Schlacht soll ein Königsberger Schustergeselle namens Hans Sagan dem stürzenden Bannerträger des Ordensmarschalls Henning Schindekopf zur Seite geeilt sein, um das Ordensbanner bis zum Sieg hochzuhalten. Der standhafte Gefolgsmann sei später in Anbetracht seines Mutes durch den Hochmeister (oder durch Kaiser Karl IV.) geadelt worden, was den später bekannt gewordenen Namen „Hans von Sagan“ erklärt.

## Poetische Verarbeitung
In Agnes Miegels Ballade Henning Schindekopf bildet der Tod des Marschalls auf „Rudaus Walstatt“ den Höhepunkt des Geschehens.